# Estructura fina

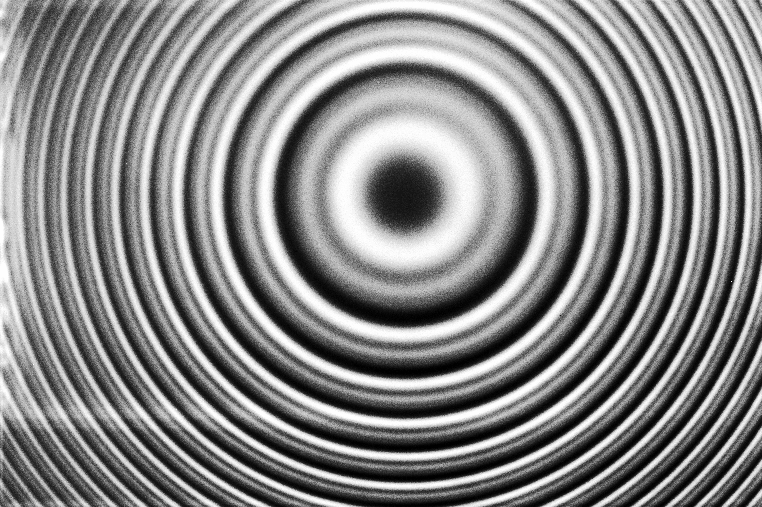
Franjas de interferencia, que muestran la estructura fina de una fuente de deuterio enfriada, visto a través de un interferómetro de Fabry-Pérot.

En física atómica, la estructura fina describe la separación de las líneas espectrales de átomos debido al espín electrónico y correcciones relativistas a la ecuación de Schrödinger. La primera medición precisa de la estructura fina fue hecha por Albert A. Michelson y Edward W. Morley en 1887 para el átomo de hidrógeno, y su fundamento teórico fue desarrollado por Arnold Sommerfeld, el que introdujo la constante de estructura fina.

## Antecedentes

### Estructura de las líneas espectrales
La estructura mayor de las líneas espectrales puede ser predicha por la mecánica cuántica no-relativista para electrones sin considerar el espín. Para un átomo hidrogenoide, la estructura mayor de los niveles de energía depende solamente en su número cuántico principal {\displaystyle n}. Sin embargo, un modelo más preciso debe tomar en cuenta los efectos relativistas y de espín, los que rompen la degeneración de los niveles de energía y separa las líneas espectrales. La escala de la separación de estructura fina relativa a la estructura energética mayor está en el orden de {\displaystyle (Z\alpha )^{2}}, donde {\displaystyle Z} es el número atómico y {\displaystyle \alpha } es la constante de estructura fina, una cantidad adimensional aproximadamente igual a 1/137.

### Correcciones relativistas
Las correcciones de estructura fina a la energía pueden ser obtenidas usando teoría de perturbaciones. Para realizar este cálculo se deben agregar tres términos de corrección al Hamiltoniano: la corrección relativista principal a la energía cinética, la corrección debido al acoplamiento espín-órbita, y el término de Darwin, que viene del movimiento tipo zitterbewegung del electrón relativista dentro del potencial del núcleo.
Estas correcciones también pueden ser obtenidas en el límite no relativista de la ecuación de Dirac, ya que la teoría de Dirac incorpora de manera natural la relatividad y las interacciones de espín.

## El átomo de hidrógeno

### Corrección relativista a la energía cinética
La estructura mayor asume que el término de energía cinética del Hamiltoniano toma la misma forma que en la mecánica clásica. En el caso de un solo electrón esto es
{\displaystyle {\mathcal {H}}^{0}={\frac {p^{2}}{2m_{e}}}+V}
donde {\displaystyle V} es la energía potencial, {\displaystyle p} es el momentum y {\displaystyle m_{e}} es la masa del electrón.
Sin embargo, al considerar una teoría más exacta mediante la relatividad especial, es necesario usar la expresión relativista de la energía cinética:
{\displaystyle T={\sqrt {p^{2}c^{2}+m_{e}^{2}c^{4}}}-m_{e}c^{2}}
donde el primer término es la energía relativista total, el segundo término es la energía en reposo del electrón y {\displaystyle c} es la velocidad de la luz. Usando la expansión en serie, encontramos que
{\displaystyle T=m_{e}c^{2}{\sqrt {1+{\frac {p^{2}}{m_{e}^{2}c^{2}}}}}-m_{e}c^{2}}
{\displaystyle T=m_{e}c^{2}\left(1+{\frac {p^{2}}{2m_{e}^{2}c^{2}}}-{\frac {p^{4}}{8m_{e}^{4}c^{4}}}+...\right)-m_{e}c^{2}}
{\displaystyle T={\frac {p^{2}}{2m_{e}}}-{\frac {p^{4}}{8m_{e}^{3}c^{2}}}+\cdots }
A pesar de que hay un número infinito de términos en esta serie, los términos de orden superior son mucho más pequeños que los primeros, por lo que podemos despreciar todos excepto los primeros dos. Como el primer término ya es parte del Hamiltoniano clásico, la corrección de primer orden al Hamiltoniano es
{\displaystyle {\mathcal {H}}'=-{\frac {p^{4}}{8m_{e}^{3}c^{2}}}}
Usando este término como una perturbación, podemos calcular las correcciones de primer orden a la energía debido a los efectos relativistas.
{\displaystyle E_{n}^{(1)}=\left\langle \psi ^{0}\right\vert {\mathcal {H}}'\left\vert \psi ^{0}\right\rangle =-{\frac {1}{8m_{e}^{3}c^{2}}}\left\langle \psi ^{0}\right\vert p^{4}\left\vert \psi ^{0}\right\rangle =-{\frac {1}{8m_{e}^{3}c^{2}}}\left\langle \psi ^{0}\right\vert p^{2}p^{2}\left\vert \psi ^{0}\right\rangle }
donde {\displaystyle \psi ^{0}} es la función de onda sin perturbar. Recordando el Hamiltoniano sin perturbar, vemos que
{\displaystyle {\begin{aligned}{\mathcal {H}}^{0}\left\vert \psi ^{0}\right\rangle &=E_{n}\left\vert \psi ^{0}\right\rangle \\\left({\frac {p^{2}}{2m_{e}}}+V\right)\left\vert \psi ^{0}\right\rangle &=E_{n}\left\vert \psi ^{0}\right\rangle \\p^{2}\left\vert \psi ^{0}\right\rangle &=2m_{e}(E_{n}-V)\left\vert \psi ^{0}\right\rangle \end{aligned}}}
Podemos utilizar este resultado para calcular la corrección relativista
{\displaystyle {\begin{aligned}E_{n}^{(1)}&=-{\frac {1}{8m_{e}^{3}c^{2}}}\left\langle \psi ^{0}\right\vert p^{2}p^{2}\left\vert \psi ^{0}\right\rangle \\E_{n}^{(1)}&=-{\frac {1}{8m_{e}^{3}c^{2}}}\left\langle \psi ^{0}\right\vert (2m_{e})^{2}(E_{n}-V)^{2}\left\vert \psi ^{0}\right\rangle \\E_{n}^{(1)}&=-{\frac {1}{2m_{e}c^{2}}}\left(E_{n}^{2}-2E_{n}\langle V\rangle +\left\langle V^{2}\right\rangle \right)\end{aligned}}}
Para el átomo de hidrógeno,
{\displaystyle V(r)={\frac {-e^{2}}{4\pi \varepsilon _{0}r}}}{\displaystyle \left\langle {\frac {1}{r}}\right\rangle ={\frac {1}{a_{0}n^{2}}}}, y {\displaystyle \left\langle {\frac {1}{r^{2}}}\right\rangle ={\frac {1}{(l+1/2)n^{3}a_{0}^{2}}}},
donde {\displaystyle e} es la carga elemental, {\displaystyle \varepsilon _{0}} es la permitividad del vacío, {\displaystyle a_{0}} es el radio de Bohr, {\displaystyle n} es el número cuántico principal, {\displaystyle l} es el número cuántico azimutal y {\displaystyle r} es la distancia del electrón al núcleo. Por lo tanto, la corrección relativista de primer orden para el átomo de hidrógeno es
{\displaystyle {\begin{aligned}E_{n}^{(1)}&=-{\frac {1}{2m_{e}c^{2}}}\left(E_{n}^{2}+2E_{n}{\frac {e^{2}}{4\pi \varepsilon _{0}}}{\frac {1}{a_{0}n^{2}}}+{\frac {1}{16\pi ^{2}\varepsilon _{0}^{2}}}{\frac {e^{4}}{(l+{\frac {1}{2}})n^{3}a_{0}^{2}}}\right)\\&=-{\frac {E_{n}^{2}}{2m_{e}c^{2}}}\left({\frac {4n}{l+{\frac {1}{2}}}}-3\right)\end{aligned}}}
donde hemos utilizado:
{\displaystyle E_{n}=-{\frac {e^{2}}{8\pi \varepsilon _{0}a_{0}n^{2}}}}
En un cálculo final, el orden de magnitud para la corrección relativista al estado basal es {\displaystyle -9.056\times 10^{-4}\ {\text{eV}}}.

### Acoplamiento espín-órbita
Para un átomo hidrogenoide con {\displaystyle Z} protones, momentum angular orbital {\displaystyle {\vec {L}}} y espín electrónico {\displaystyle {\vec {S}}}, el término de espín-órbita está dado por
{\displaystyle {\mathcal {H}}_{\mathrm {SO} }={\frac {1}{2}}\left({\frac {Ze^{2}}{4\pi \varepsilon _{0}}}\right)\left({\frac {g_{s}}{2m_{e}^{2}c^{2}}}\right){\frac {{\vec {L}}\cdot {\vec {S}}}{r^{3}}}}
donde {\displaystyle g_{s}} es el factor-g de espín.
La corrección de espín-órbita puede ser entendida como un cambio del marco de referencia en el que el electrón "orbita" al núcleo a uno en el que el electrón es estacionario y el núcleo lo "orbita". En este caso, el núcleo orbitante actúa como una corriente efectiva que genera un campo magnético. Sin embargo, el electrón por sí mismo tiene un momento magnético intrínseco. Los dos vectores magnéticos {\displaystyle {\vec {B}}} y {\displaystyle {\vec {\mu }}_{s}} se acoplan tal que hay un costo energético que depende en su orientación relativa. Esto resulta en una corrección a la energía de forma
{\displaystyle \Delta E_{\mathrm {SO} }=\xi (r){\vec {L}}\cdot {\vec {S}}}
Cabe notar que un importante factor de 2 debe ser añadido al cálculo, llamado precesión de Thomas, que viene del cálculo relativista en el que se cambia de vuelta al marco de referencia del electrón.
Como
{\displaystyle {\begin{aligned}\left\langle {\frac {1}{r^{3}}}\right\rangle &={\frac {Z^{3}}{n^{3}a_{0}^{3}}}{\frac {1}{l\left(l+{\frac {1}{2}}\right)(l+1)}}\\\left\langle {\vec {L}}\cdot {\vec {S}}\right\rangle &={\frac {\hbar ^{2}}{2}}[j(j+1)-l(l+1)-s(s+1)]\end{aligned}}}
el valor esperado del Hamiltoniano es
{\displaystyle \left\langle {\mathcal {H}}_{\mathrm {SO} }\right\rangle ={\frac {E_{n}{}^{2}}{m_{e}c^{2}}}~n~{\frac {j(j+1)-l(l+1)-{\frac {3}{4}}}{l\left(l+{\frac {1}{2}}\right)(l+1)}}}
Por ello, el orden de magnitud para el acoplamiento espín-órbita es {\displaystyle {\frac {Z^{4}}{n^{3}(j+1/2)}}10^{-5}{\text{ eV}}}.
En presencia de campos magnéticos externos débiles, el acoplamiento espín-órbita contribuye al efecto Zeeman.

### Término de Darwin
Hay un último término en la expansión no relativista de la ecuación de Dirac. Se conoce como el término de Darwin, que fue derivado por primera vez por Charles Galton Darwin, y está dado por:
{\displaystyle {\begin{aligned}{\mathcal {H}}_{\mathrm {Darwin} }&={\frac {\hbar ^{2}}{8m_{e}^{2}c^{2}}}\,4\pi \left({\frac {Ze^{2}}{4\pi \varepsilon _{0}}}\right)\delta ^{3}\left({\vec {r}}\right)\\\langle {\mathcal {H}}_{\mathrm {Darwin} }\rangle &={\frac {\hbar ^{2}}{8m_{e}^{2}c^{2}}}\,4\pi \left({\frac {Ze^{2}}{4\pi \varepsilon _{0}}}\right)|\psi (0)|^{2}\\\psi (0)&=0{\text{ para }}l>0\\\psi (0)&={\frac {1}{\sqrt {4\pi }}}\,2\left({\frac {Z}{na_{0}}}\right)^{\frac {3}{2}}{\text{ para }}l=0\\{\mathcal {H}}_{\mathrm {Darwin} }&={\frac {2n}{m_{e}c^{2}}}\,E_{n}^{2}\end{aligned}}}
El término de Darwin afecta solamente a los orbitales {\displaystyle s}. Esto porque la función de onda de un electrón con {\displaystyle l>0} se anula en el origen, por lo que la función delta no tiene efecto. Por ejemplo, al orbital {\displaystyle 2s} le da la misma energía que el orbital {\displaystyle 2p}, subiendo la energía del orbital {\displaystyle 2s} en {\displaystyle 9.057\times 10^{-5}{\text{eV}}}.
El término de Darwin cambia el potencial efectivo en el núcleo. Esto puede ser interpretado como una diseminación de la interacción electrostática entre el electrón y el núcleo debido a las fluctuaciones cuánticas o zitterbewegung del electrón.
Otro mecanismo que afecta sólo al orbital {\displaystyle s} es el desplazamiento de Lamb, una pequeña corrección que surge de la electrodinámica cuántica que no debe ser confundida con el término de Darwin. El término de Darwin le da al orbital {\displaystyle s} y al orbital {\displaystyle p} la misma energía, pero el desplazamiento de Lamb hace que el orbital {\displaystyle s} tenga una mayor energía que el orbital {\displaystyle p}.